# هانس درایر
هانس درایر (آلمانی: Hans Dreier؛ ۲۱ اوت ۱۸۸۵ – ۲۴ اکتبر ۱۹۶۶) یک کارگردان هنری اهل آلمان بود.

## فیلم‌های نامزد اسکار
- میهن‌پرست
- جلوه عشق
- The Vagabond King
- مراکش
- وداع با اسلحه
- زندگی بنگال لانسر
- Souls at Sea
- If I Were King
- بو ژست
- Arise, My Love
- North West Mounted Police
- جلوی سحر را بگیرید
- Take a Letter, Darling
- باد وحشی را درو کن
- پنج گور تا قاهره
- زنگ‌ها برای که به صدا در می‌آیند
- No Time for Love
- Lady in the Dark
- نامه‌های عاشقانه
- Frenchman's Creek
- Kitty
- سان‌ست بلوار
- سامسون و دلیله